# 아이가 미즈키
아이가 미즈키(일본어: 藍芽 みずき あいが みずき[*], 2001년 6월 28일 ~ )는 일본의 여자 AV 배우다. 키는 158cm에다가 몸무게는 35kg나가는 모습이다. 혈액형은 B형이고 쓰리 사이즈는 B78 - W57 - H85지만 주로 2019년 10월 19세때 첫 AV 배우로 활동을 하기 시작을 한다. 

## 인물
- 일본 나가노현 출신이다.
- 취미는 피아노, 수영이다.
- 첫 성관계는 중학교 3학년때다. 상대 고등학교 1학년 남자 선배로 집에서 했다는 증거가 했다. 활동 시작을 하기 전 까지 첫 성관계 경험은 2명이었다.
- 자신의 몸에서 좋아하는 부분은 손과 알맞은 복근이다.